# Liên Thủy (xã)
Liên Thủy là một xã thuộc huyện Lệ Thủy, tỉnh Quảng Bình, Việt Nam.

## Địa lý
Xã Liên Thủy nằm ở trung tâm huyện Lệ Thủy, có vị trí địa lý:
- Phía đông giáp xã Dương Thủy và xã Mỹ Thủy
- Phía tây giáp thị trấn Kiến Giang và xã Phong Thủy
- Phía nam giáp xã Xuân Thủy
- Phía bắc giáp xã Cam Thủy và xã Thanh Thủy.

Xã Liên Thủy có diện tích 7,09 km², dân số năm 2019 là 7.747 người, mật độ dân số đạt 1.093 người/km².

## Hành chính
Xã Liên Thủy được chia thành 4 thôn: Uẩn Áo, Quy Hậu, Xuân Hồi, Đông Thành.

## Lịch sử
Một phần của xã này là thôn Cổ Liễu đã được nhập vào thị trấn Kiến Giang.
Vào thế kỷ 18, Liên Thủy là phần đất thuộc các tổng An Trạch và Thượng Phúc huyện Lệ Thủy phủ Quảng Bình xứ Thuận Hóa. Theo Phủ biên tạp lục của Lê Quý Đôn, các phường Cổ Liễu, Quy Hậu, Uẩn Áo thuộc tổng An Trạch, xã Xuân Hồi thuộc tổng Thượng Phúc.
Ở đây có thành Cổ Lũy và thành Nhà Ngo (nhà Ngô) nay chỉ còn lại phế tích.